# One Laptop per Child
OLPC (engl. One Laptop per Child), Jedan laptop po detetu je neprofitna organizacija iz SAD čiji je cilj da se ostvari projekat „laptop za 100 dolara“. I projekat i organizacija su predstavljeni u javnosti januara 2005. godine na Svetskom ekonomskom forumu (engl. World Economic Forum) u Davosu, Švajcarska. 
Jedan laptop po detetu je finansirao veliki broj organizacija. U njih spadaju Gugl, eBay, Red Hat, AMD, Brightstar Corporation, Njuz Korporacija i Nortel Networks. Svaka od ovih kompanija je dala dva miliona dolara.

## Spoljašnje veze
- Zvanični sajt projekta